# Vereinigtes Baltisches Herzogtum

Flagge des Vereinigten Baltischen Herzogtums

Das Vereinigte Baltische Herzogtum war der kurzlebige Versuch von Deutschbalten, am Ende des Ersten Weltkriegs 1918 ein deutsch dominiertes staatliches Gebilde auf dem Gebiet der heutigen Staaten Estland und Lettland zu gründen.

## Deutsche Baltikumpolitik im Ersten Weltkrieg

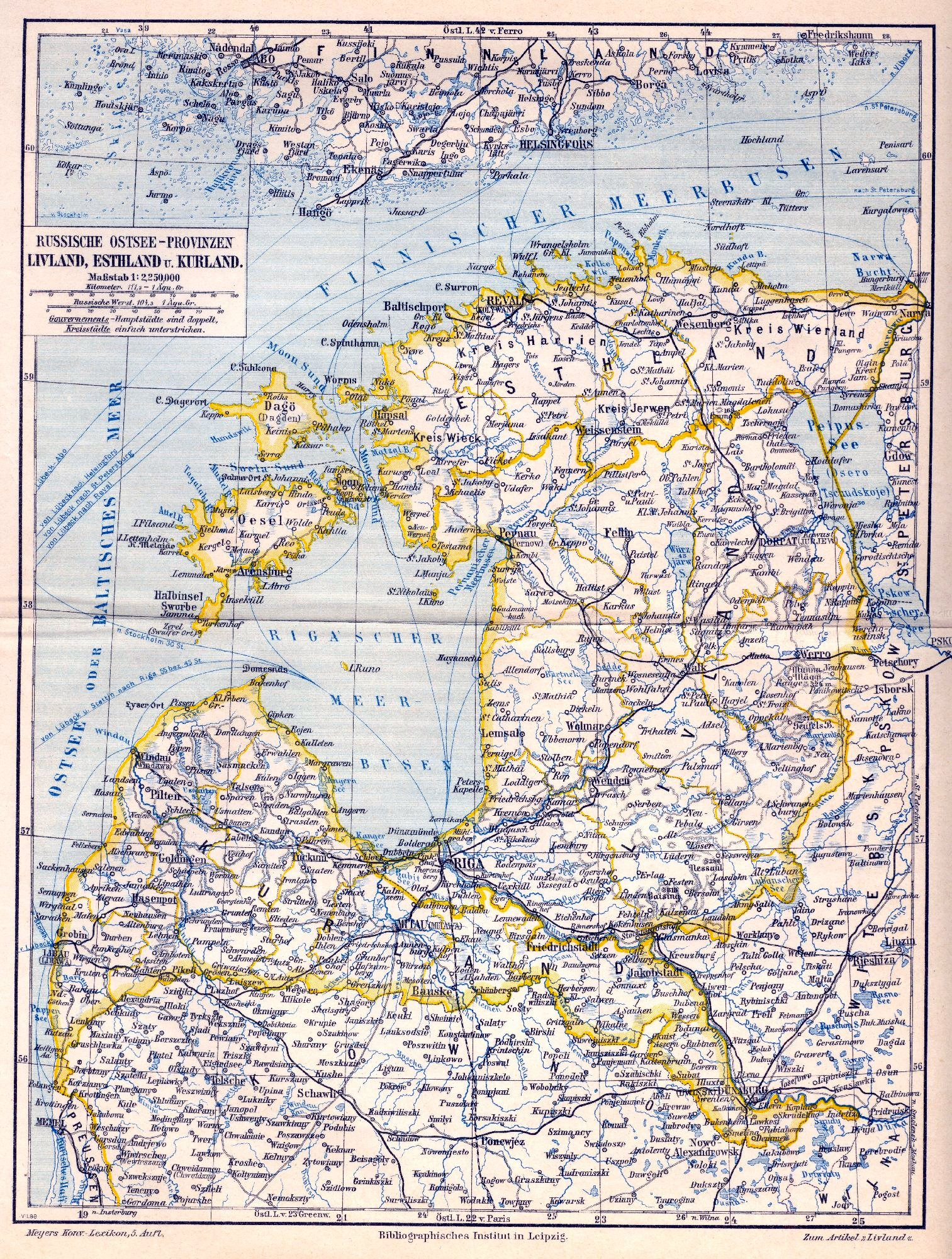
Karte der russischen Ostseeprovinzen um 1895

Die in Deutschland lebenden Deutschbalten waren schon seit Beginn des Krieges die Hauptpropagandisten einer Angliederung des Baltikums an das Deutsche Reich. Der von einer Gruppe von Emigranten gegründete „Baltische Vertrauensrat“ entwickelte schon vor der Eroberung Kurlands eine rege Agitation für die Vereinigung der deutschen baltischen Provinzen mit Deutschland. Historisch-ideologisch begründet wurde der deutsche Herrschaftsanspruch im Baltikum durch die frühere Herrschaft des Deutschen Ordens sowie der Deutsch-Balten, die seit dem 12. Jahrhundert die regionale Oberschicht stellten.
Im Baltikum war eine Hauptfrage die Form der zukünftigen Organisation – als Union aller Baltenstaaten oder als Satellitenstaaten unter sächsischen, württembergischen oder preußischen Herrschern. Eine andere Hauptfrage war die der deutschen Besiedlung der neuen Gebiete, sah man doch in Kurland die beste Möglichkeit zu einer völligen „Entnationalisierung“, zur „Eindeutschung“ eines eroberten Gebietes. Vorgesehen war, ähnlich wie im „polnischen Grenzstreifen“, durch Ansiedlung von Russlanddeutschen auf russischen Krondomänen, Kirchen- und Großgrundbesitz, neben den Besitzungen der deutschbaltischen Aristokratie, die Verdrängung der Letten im eigenen Lande.
Die deutsche Armee eroberte am 3. September 1917 die bis dahin zu Russland gehörende Stadt Riga. Die deutsche Besatzungspolitik bestand aus einem Geflecht von Sicherheitserfordernissen und imperialistischen Herrschaftsansprüchen. Wie bereits zuvor bei der provisorischen russischen Regierung sollte auch die Haltung der deutschen Besatzer von einer weitgehenden Unterschätzung des Nationalitätenproblems bestimmt sein. Während die lettischen Bolschewiki die Vereinigung mit Sowjetrussland wollten und lettische Sozialdemokraten, Liberale und konservative Bauern für einen unabhängigen Staat eintraten, erstrebten die konservative lettische Volkspartei und ein großer Teil der Deutsch-Balten den Anschluss an das Deutsche Kaiserreich.
Die deutschbaltische Führungsschicht verband sich jedoch eng mit der deutschen Besatzungspolitik. So kämpfte sie nicht nur gegen die Bolschewiki, sondern auch gegen die Errichtung selbstständiger, demokratischer baltischer Staaten, die offiziell am 24. Februar 1918 (Estland) und am 18. November 1918 (Lettland) stattfanden. Da sie sich als „Träger der ältesten Kultur im Lande“ sahen, wollten sich ihre Angehörigen auch weiterhin die Führung sichern. Sie versuchten ein einheitliches baltisches Herzogtum zu bilden und wandten sich mit einem Hilfeersuchen an den deutschen Kaiser. Einsprüche der Esten und Letten wurden nicht berücksichtigt. Der Staat in spe wurde undemokratisch organisiert: In den Regierungsinstitutionen sollte die deutsche Minderheit mehr Abgeordnete als die Letten und Esten zusammen haben.
Im Frieden von Brest-Litowsk vom 3. März 1918 verzichtete Sowjetrussland unter anderem auf seine Hoheitsrechte in Kurland und Litauen, dessen künftige Verhältnisse vom Deutschen Reich und Österreich-Ungarn im Einvernehmen mit der dortigen Bevölkerung gelöst werden sollten. Estland und Livland, noch ohne eigene Polizei oder andere eigene staatliche Ordnungsmacht, blieben vorläufig von deutscher Polizei besetzt. Der unter ritterschaftlicher Führung stehende „Vereinigte Landesrat von Livland, Estland, Riga und Ösel“ beschloss zudem am 12. April 1918, den Deutschen Kaiser zu bitten, das Baltische Herzogtum unter den Schutz des Deutschen Reiches zu stellen. Er strebte eine Vereinigung mit Deutschland in Form einer Personalunion an.

## Ausrufung des Herzogtums

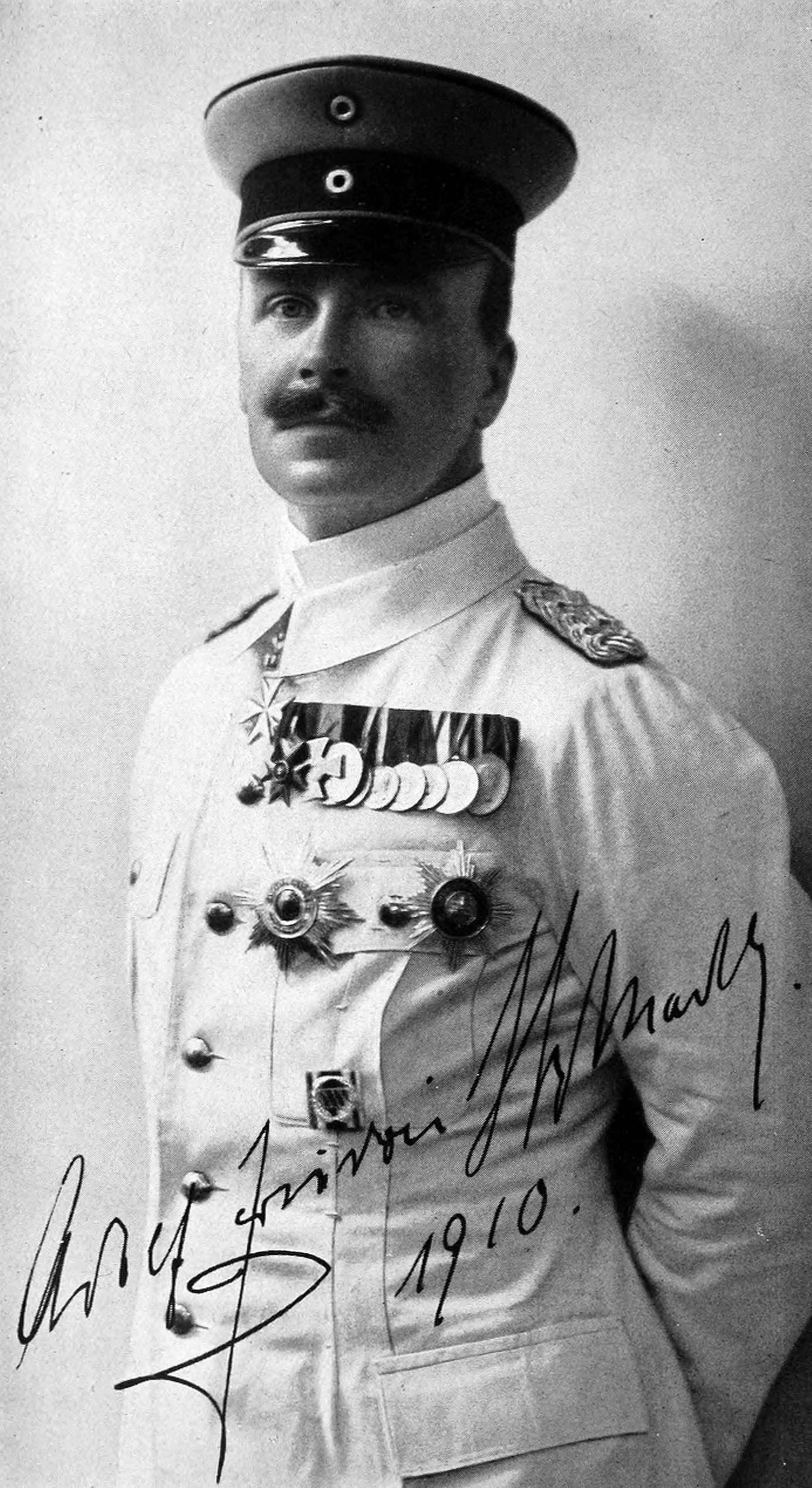
Adolf Friedrich zu Mecklenburg (1910)

In Estland und Lettland galt der Obersten Heeresleitung (OHL) die deutschbaltische Elite, vor allem die Ritterschaft, als einzig möglicher Kooperationspartner. Mit estnischen und lettischen nationalen Kreisen arbeitete man nicht zusammen. Die Ritterschaft wollte einen von Russland getrennten einheitlichen baltischen Staat unter ihrer Führung, der die bisherigen Ostseegouvernements umfassen sollte. Der Plan zur Gründung eines selbständigen baltischen Herzogtums unter Adolf Friedrich zu Mecklenburg wurde von der Ritterschaft entwickelt und fand die Unterstützung der OHL. Ein Alternativplan zum Vereinigten Baltischen Herzogtum war, aus den Gouvernements Estland, Livland und Kurland einen gesamtbaltischen Staat in Form einer hohenzollernschen Personalunion zu bilden.
Im September 1918 erkannte Wilhelm II. die Selbständigkeit der baltischen Länder (unter deutscher Kontrolle) an, und am 5. November 1918 wurde das Herzogtum in Riga ausgerufen. Adolf Friedrich zu Mecklenburg sollte die Krone des neuen „Vereinigten Baltischen Herzogtums“ tragen. Bis zu seiner Ankunft sollte er von einem am 9. November 1918 von der Ritterschaft gegründeten 10-köpfigen „Regentschaftsrat“ unter Führung des livländischen Landmarschalls Adolf Pilar von Pilchau als „Reichsverweser“ vertreten werden.
Nach dem Ausbruch der Novemberrevolution in Deutschland unterschrieb der Generalbevollmächtigte für die besetzten baltischen Länder, August Winnig, am 19. November 1918 in Riga einen Vertrag mit der Provisorischen Regierung von Estland (EPR). Aufgrund dieses Vertrages übernahm die EPR die Macht im estnischen Territorium. In Lettland erklärte am 18. November der Lettische Volksrat die Unabhängigkeit des Landes. Als dieser Staat de facto vom Deutschen Reich anerkannt wurde, stellte der Regentschaftsrat seine Tätigkeit am 28. November 1918 ein.
Die Ansiedlungsprojekte und der von der SPD als „romantischer Firlefanz“ und „dynastischer Scherz“ bezeichnete „Export von Prinzen“ als Staatsoberhäupter waren in dieser Zeit des wachsenden Nationalbewusstseins der Letten, Litauer und Esten zum Scheitern verurteilt. Derartige Pläne und der „groteske Wettbewerb der deutschen Dynastien“ (Hans Herzfeld) offenbarte den illusionären Charakter der damaligen deutschen Ostpolitik und der politischen Hoffnungen deutschbaltischer Führungskräfte.

## Ähnliche Staatsgebilde
Gegen Ende des Ersten Weltkrieges gründete das Deutsche Reich auf dem Gebiet des ehemaligen Russischen Kaiserreiches mehrere Marionettenregierungen. Diese Staaten waren jedoch weder voll unabhängig noch souverän.
- Herzogtum Kurland und Semgallen
- Königreich Finnland
- Königreich Litauen
- Regentschaftskönigreich Polen
- Ukrainischer Staat
- Weißrussische Volksrepublik

Durch das rasche Kriegsende gingen diese Versuche, genauso wie beim Vereinigten Baltischen Herzogtum, nie über die Planungsphase hinaus.